# Kane Kramer
Kane Kramer là một nhà phát minh và thương gia người Anh. Ông được ghi nhận là đã phát minh ra máy nghe nhạc kỹ thuật số đầu tiên vào năm 1979. Trước khi Apple ra mắt iPod, Kramer đã nộp đơn xin cấp bằng sáng chế cho chiếc máy nghe nhạc kỹ thuật số mà ông gọi là IXI. Thiết bị này có kích thước bằng một gói thuốc lá, có hệ thống điều khiển gồm bốn nút và có thể chơi nhạc với thời gian khoảng ba phút rưỡi.

## Phát minh Máy nghe nhạc số
Năm 1981 Kramer đã nộp đơn xin cấp bằng sáng chế của Anh cho máy nghe nhạc kỹ thuật số mới của mình gọi là IXI. Bằng sáng chế nước Anh 2115996 được ban hành năm 1985, và bằng sáng chế số 4.667.088 được ban hành năm 1987. Máy nghe nhạc có kích cỡ bằng một cái thẻ credit card với một màn hình LCD nhỏ cùng nút định vị và điều chỉnh âm lượng và có thể lưu dữ liệu ít nhất 8 MB chip bộ nhớ bọt thể rắn có dung lượng âm thanh 3,5 phút. Theo sơ đồ thì máy gồm có một thẻ nhớ stereo 10 phút và hệ thống này cùng một lúc được lắp thêm một ổ cứng cho phép ghi âm nhạc số hơn một giờ. Nhà đầu tư đầu tiên của ông là Sir Paul McCartney, về sau Kramer đã thành lập một công ty nhằm quảng bá IXI và năm nguyên mẫu có giá trị được sản xuất với mẫu 16 bit chạy thử ở mức 44.1 kilohertz với nguyên mẫu tiền sản xuất được công bố tại triển lãm thương mại APRS Audio/Visual vào tháng 10 năm 1986. Trong một cuộc phỏng vấn năm 2004 với The Guardian, Kramer đã tuyên bố rằng công ty vào lúc đó đã có "đơn đặt hàng giá trị 60.000.000£" (giá ngày nay) dành cho thiết bị từ ngành công nghiệp ghi âm. Tuy nhiên, vào năm 1988, một cuộc tranh luận giữa hội đồng quản trị trong công ty của Kramer và sự thất bại trong việc tăng 60.000 bảng Anh để gia hạn bằng sáng chế đã dẫn đến việc mất bằng sáng chế và xâm nhập vào lĩnh vực công cộng, thế nhưng ông vẫn là chủ sở hữu mẫu thiết kế của riêng mình.

## Chứng nhận iPod
Năm 2008, Kramer đã được Apple Inc. gọi tới làm nhân chứng để bảo vệ bản thân khỏi những vi phạm bằng sáng chế đối với máy nghe nhạc kỹ thuật số iPod. Theo bản tin của tờ 'Mail Online' số ra ngày 8 tháng 9 năm 2008, Apple Inc. đã sử dụng bằng sáng chế và bản vẽ của Kramer để tự vệ trước Burst một năm trước đây và ông đã đưa ra bằng chứng trước sự nhiệt tình từ các luật sư của Burst.

## Công việc hiện nay
Kramer vẫn đang làm việc trong lĩnh vực công nghệ. Kramer là Chủ tịch của Hiệp hội các Nhà phát minh Anh và là người tổ chức Giải thưởng Triễn lãm Phát minh Anh quốc & Sáng chế Thế giới. Ông đóng vai trò cố vấn công nghệ cho hãng International Clean Energy Circle (ICI) và một số công ty. Dự án hiện tại của ông là Đạo diễn và Giám đốc sản xuất của một bộ phim tài liệu dài 90 phút mang tên 'Disparity', sẽ được công chiếu, bộ phim dự kiến ra mắt vào cuối năm 2018.